# Kolonie U Tresorie

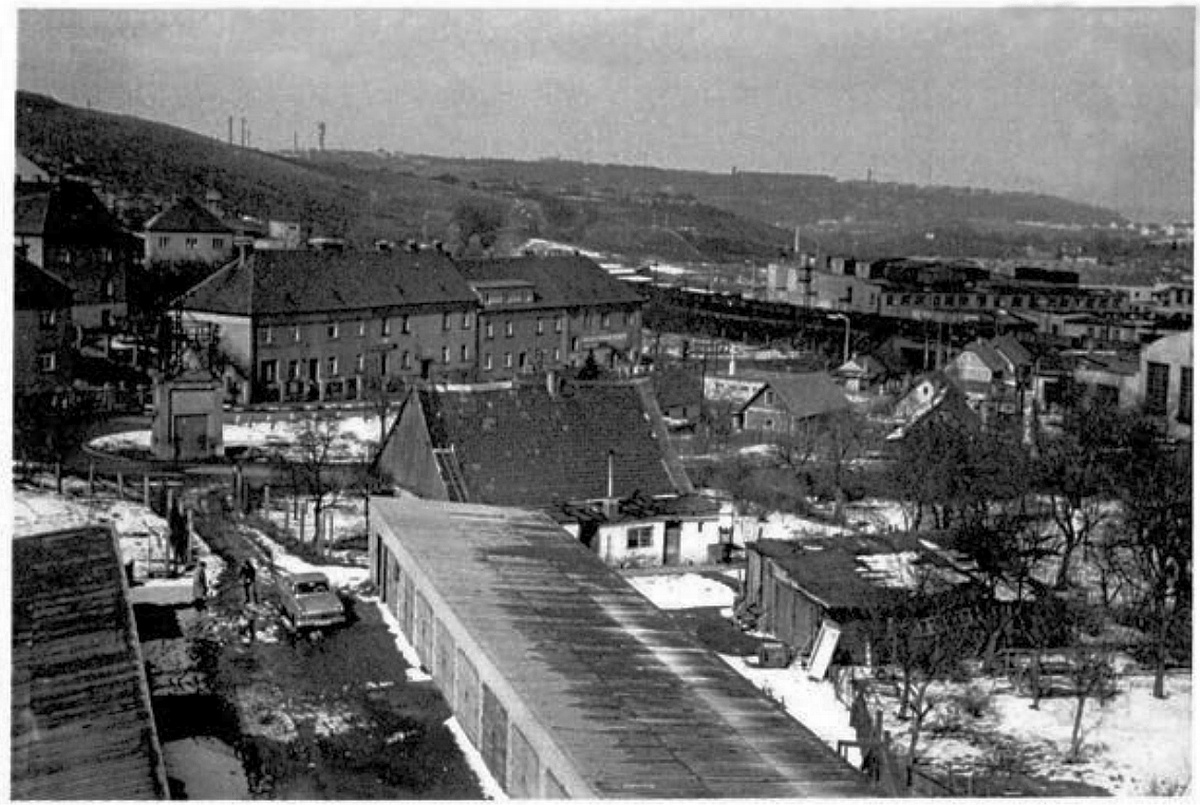
Pohled na nouzovou kolonii U Tresorie

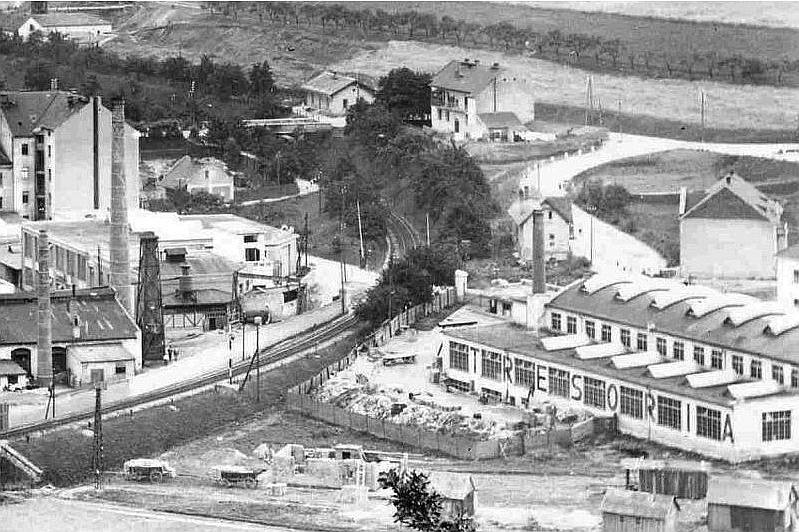
Budova továrny Tresoria (1928)

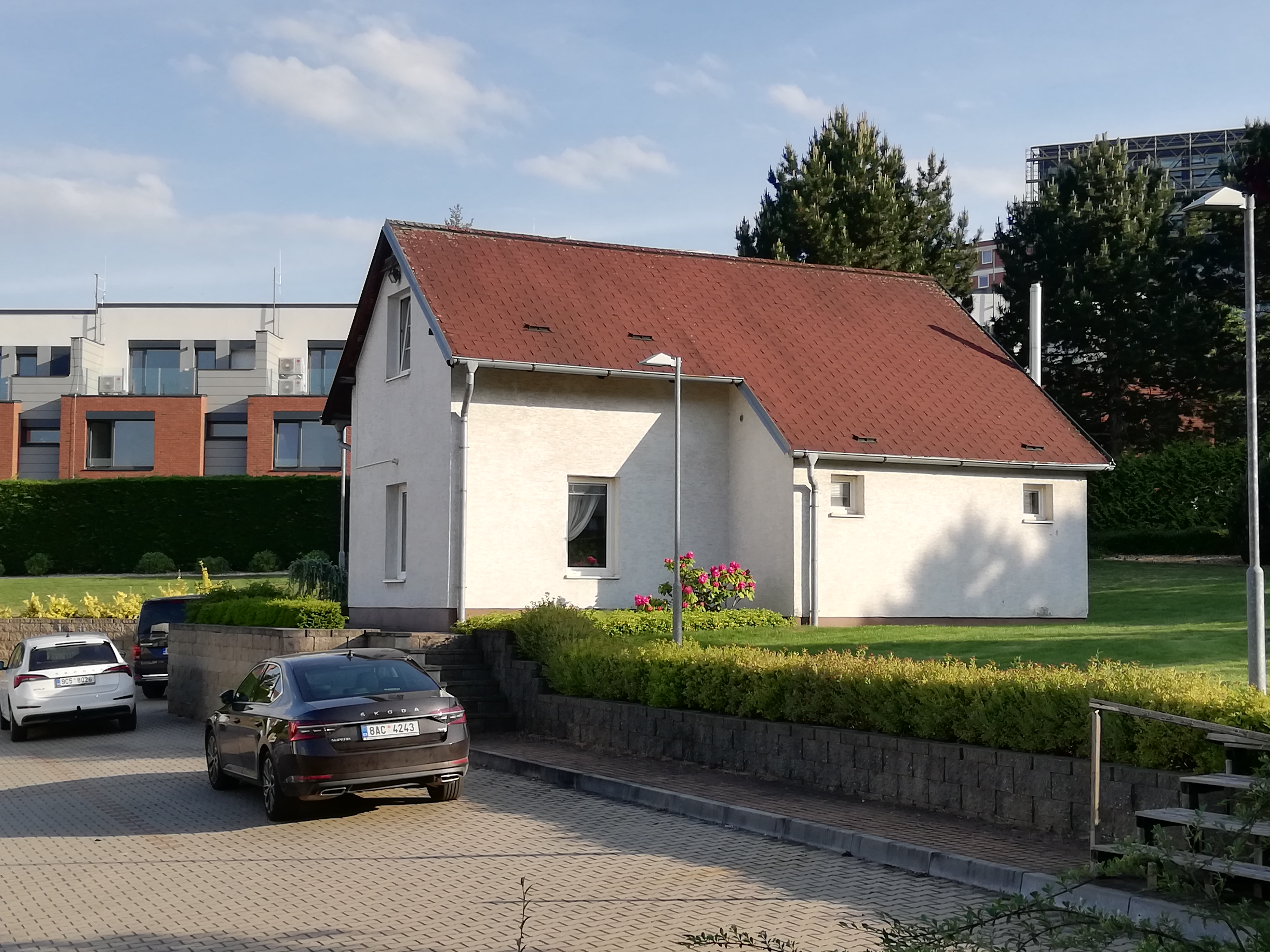
Poslední silně zrekonstruovaný domek jako pozůstatek kolonie U Tresorie (2022)

Nouzová kolonie U Tresorie byla nevelká dělnická kolonie samostatných dělnických domků v Jinonicích. Stávala sevřena mezi ulicemi U Trezorky a Na Hutmance nedaleko továrního komplexu Walter.

## Podrobněji
Nouzová kolonie U Tresorie byla patrně nejmenší ze všech čtyř „nouzovek“, které se nacházely v teritoriu pražských Jinonic (Mexiko, Arizona, U Bulovky a U Tresorie) ale nejspíše i na levém břehu řeky Vltavy. V době svého největšího rozkvětu zaujímala rozlohu asi 0,5 ha, čítala asi 15 až 20 drobných domků a vyznačovala se tak poměrně vysokou hustotou místní zástavby. Pojmenování kolonie bylo odvozeno z názvu výrobní haly firmy Tresoria. Nouzová obydlí přiléhala k budově těsně z její západní strany. Budova firmy Tresoria se nacházela před železničními závorami v ulici Na Hutmance a v letech 1950-1998 byla součástí továrny Walter.
Kolonie U Tresorie vznikla nejspíše ve 20. letech 20. století. Na leteckých snímcích je kolonie U Tresorie dobře patrná v rozmezí 30. až 50. let 20. století. Na snímku z roku 1966 je vidět úbytek domků, který je výrazně patrný na snímku z roku 1975, kdy kolonie zřetelně zaniká. Samotná kolonie U Tresorie poté definitivně zanikla koncem 70. let 20. století zhruba ve stejné době, jako zanikla nouzová kolonie U Bulovky. (V té době továrna Motorlet dostavěla velký ubytovací komplex v ulici Peroutkova.) Prostor, kde se nacházela nouzová kolonie U Tresorie, byl (po stržení domků) využíván Obvodním podnikem bytového hospodářství (OPBH) jako skladovací místo. Podobného využití doznal i prostor po zaniklé jinonické kolonii Arizona. Později místo, kde stávala kolonie U Tresorie, patřil pozemním komunikacím a využívala jej Technická správa komunikací (TSK).
Na snímku z roku 1985 je z celé kolonie patrný jen jeden zachovaný osamocený dům (GPS souřadnice: 50.0559564N, 14.3693403E) Tento dům v areálu továrny HVM prošel výraznou přestavbou, patří dnes (rok 2022) firmě HVM a je dobře viditelný při pohledu z ulice U Waltrovky.
Po sametové revoluci byla výrobní budova Tresorie vedením továrny Walter v roce 1992 odprodána a v objektu dnec (rok 2022) sídlí dva strojírenské provozy firem HVM Plasma (vývoj, konstrukce, výroba vakuových a povlakovacích zařízení) a HVM Aviko (vývoj a výroba kontrolních a měřicích automatů).